# Casa al carrer del Miracle, 5 (Balaguer)
La Casa al carrer del Miracle, 5 és un edifici de Balaguer (Noguera) protegit com a Bé Cultural d'Interès Local.

## Descripció
Es tracta d'un edifici d'habitatges entre mitgeres situat en una finca estreta afrontada al carrer Miracle. És de quatre plantes amb dos eixos verticals marcats per unes obertures amb senzills balcons a les dues plantes superiors i al primer pis un balcó continu que uniformitza hortizontalment l'edifici. A la porta d'accés hi ha la data 1910 a la clau de l'arc rebaixat i una petita obertura a cada costat.